# Kabupaten Toli-Toli
Kabupaten Toli-Toli (engelska: Tolitoli Regency) är ett kabupaten i Indonesien.   Det ligger i provinsen Sulawesi Tengah, i den norra delen av landet, 1 800 km nordost om huvudstaden Jakarta. Antalet invånare är 211 296.